# Tišina (Jizerské hory)
Tišina (872,9 m n. m., německy Dresslerberg) je vrchol v Jizerských horách, ležící ve vzdálenosti asi 1,5 kilometru severovýchodním směrem od Bílého Potoka ve Frýdlantském výběžku na severu České republiky. Má podobu skalnatého suku z porfyrické žuly až granodioritu. Zalesněná je smíšenými a smrkovými lesy, ale na svazích lze nalézt svahové bučiny s jedlí, jilmem, klenem a jeřáby. Je součástí národní přírodní rezervace Jizerskohorské bučiny. Patří také mezi místa vyhledávaná příznivci horolezectví, kteří využívají zdejší skály.